# Attacco a Malta
L'attacco a Malta fu un'azione militare, denominata Operazione Malta Due, avvenuta durante la seconda guerra mondiale ad opera della Regia Marina italiana nel 1941.
L'attacco venne sferrato da una squadra di incursori della Xª Flottiglia MAS, speciale unità d'assalto, a bordo di barchini esplosivi e siluri a lenta corsa, contro le installazioni portuali dell'isola, e si risolse in un disastro per gli attaccanti, con gravi perdite umane e nessun risultato sostanziale.

## Le ricognizioni
Partendo dalla base navale di Augusta due MAS guidati dal capitano di fregata Vittorio Moccagatta effettuarono il 25 maggio 1941 una ricognizione, portandosi fino a 4 miglia dal forte di La Valletta. Fu quindi programmata per il 30 maggio l'"Operazione Malta 1", ma la mancanza di navi in rada rilevata da una ricognizione aerea, rinviò l'operazione al 28 giugno, per essere poi rinviata ancora.

Marinai della Xª ad Augusta, dopo una ricognizione a Malta

## Lo svolgimento

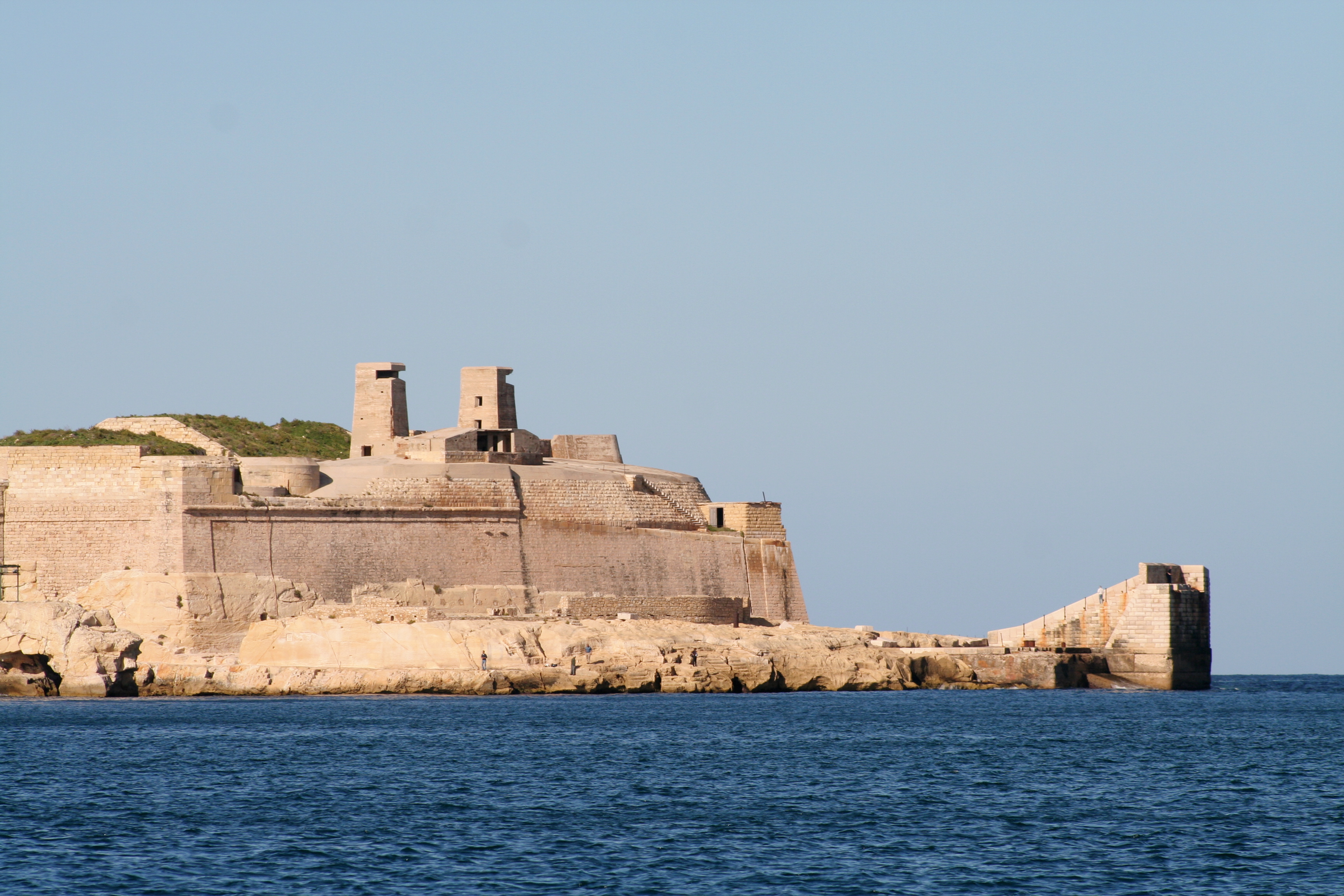
Il Forte Sant'Elmo oggi; a destra, il vuoto occupato prima dell'attacco dalle ostruzioni fatte saltare dagli MTM italiani

Nel luglio 1941 l'ambiziosa e temeraria azione contro Malta, denominata Malta 2, fu operativa. Con due Mas, partiti la sera del 25 luglio da Augusta, il 26 luglio la Xª MAS provò ad attaccare il possedimento inglese partendo dalla nave appoggio Diana. Vi presero parte il "451" del sottotenente di vascello Giorgio Sciolette e il "452" al comando del tenente di vascello Giobatta Parodi (recante a bordo il capitano Moccagatta e il capitano medico Bruno Falcomatà); con loro un consistente gruppo di barchini esplosivi M.T.M. (con a bordo tra gli altri Fiorenzo Capriotti, preso prigioniero nell'azione e decorato con la medaglia d'argento al valor militare) e due SLC: il piano operativo prevedeva che durante la notte l'SLC facesse saltare le ostruzioni di ponte sant'Elmo che chiudevano il porto di La Valletta, e immediatamente i barchini avrebbero dovuto irrompere nel varco e colpire le navi all'ancora. L'altro SLC avrebbe dovuto attaccare i sommergibili inglesi in porto. Gli inglesi già quando i natanti italiani si trovavano a 14 miglia dalla costa, erano in stato d'allerta e con i cannoni pronti, avendoli individuati grazie ai radar terrestri.
L'attacco iniziale alle ostruzioni doveva essere portato dal maggiore Tesei, fondatore del gruppo, che visto il ritardo accumulato a causa delle varie avarie ai mezzi si portò con il suo SLC insieme con il 2° capo palombaro Alcide Pedretti per far saltare le ostruzioni. Le difese dell'isola erano però entrate in stato di allerta grazie agli avvistamenti radar; Tesei allora si fece saltare in aria col suo mezzo, spolettando il siluro a tempo zero (esplosione immediata) facendo crollare una parte del ponte girevole di sant'Elmo, e a quel punto l'M.T.M.2 di Frassetto e M.T.M.3 di Carabelli si diressero in successione contro il ponte saltando in aria, ma ostruendo anche il passaggio.
Allora gli incursori si lanciarono contro l'entrata, ma molti vennero falciati dalle postazioni che difendevano l'imboccatura di una delle due baie che costituiscono il porto, Marsamuscetto (Marsamxett in maltese, l'altra è il Grand Harbour, o Porto Grande); due di loro, Costa e Barla, sbarcati sulle coste maltesi, furono catturati, così come Frassetto, caduto in acqua.
Infine, all'alba, decollarono dagli aeroporti dell'isola (Ħal Far e Luqa) trenta aerei da caccia Hurricane inglesi del 126°, 185° e 251° Squadron che individuarono le navi appoggio italiane e le colpirono duramente, causando anche molti morti e feriti, tra i quali Moccagatta, nonostante venissero contrastati da dieci caccia Macchi MC.200 del 1º Stormo 6 gruppo (squadriglie 79-81-88) e il Mas 451 fu distrutto e 9 uomini d'equipaggio catturati.
Nella battaglia aerea secondo Giulio Lazzati vennero abbattuti tre Hurricane e persi due Macchi, mentre i britannici affermarono di aver abbattuto tre Macchi perdendo un solo Hurricane, confermando quello del Pilot Officer Denis Winton (matricola Z4946/GL-E) del 185 Squadron; il pilota si lanciò col paracadute e fu salvato da un idrovolante britannico che lo riportò a Malta. Non si conoscono i nominativi dei piloti italiani eventualmente abbattuti dai britannici.

## L'esito e le conseguenze
Il bilancio complessivo dell'azione fu di 15 morti, 18 prigionieri e la perdita di due MAS, due SLC, otto MTM e un MTL per la Regia Marina. Dei diretti partecipanti all'incursione solo 11 naufraghi del MAS 452, trasbordati sul MTSM che stavano rimorchiando, riuscirono a raggiungere l'Avviso Diana al largo di Capo Passero, e da lì Augusta. È stato il singolo fatto d'arme per il quale sono state conferite il maggior numero di Medaglie d'oro al Valor militare (1 a vivente e 8 alla memoria), come segue:
- Capitano di fregata Vittorio Moccagatta
- Capitano di corvetta Giorgio Giobbe
- Maggiore genio navale Teseo Tesei
- Capitano medico Bruno Falcomatà
- Sottotenente di vascello Carlo Bosio
- Sottotenente armi navali Aristide Carabelli
- Sottotenente di vascello Roberto Frassetto
- 2º Capo palombaro Alcide Pedretti
- Sottocapo silurista Guido Vincon

Furono inoltre conferite 13 medaglie d'argento al V.M. (di cui due alla memoria), 7 medaglie di bronzo al V.M. (di cui 2 alla memoria), e una Croce di Guerra al Valor Militare.
Il vicegovernatore di Malta, sir Edward Jackson, ricordando l'episodio il 4 ottobre 1941 scrisse: Nel luglio scorso gli italiani hanno condotto un attacco con grande decisione per penetrare nel porto, impiegando MAS e "siluri umani" armati da "squadre suicide" (…). Questa impresa ha richiesto le più alte doti di coraggio personale.